# The Pointy End
"The Pointy End" er den ottende episode af HBO's middelalderlige fantasy tv-serie Game of Thrones. Først gang vist den 5. juni 2011 blev episode instrueret af Daniel Minahan og skrevet af George R. R. Martin, forfatteren af A Song of Ice and Fire-romanerne, som showet er baseret på.
Plottet i episoden omhandler Eddard Starks tilfangetagelse. Mens Lannisterne søger at indfange hans døtre, rejser hans søn og arving, Robb, en hær. I mellemtiden er Daenerys vidne til en Dothraki-togt på en fredelig landsby, og Jon Snow står over for en ny trussel på Muren. Episodens titel refererer til en sværdkampslektion, som Jon gav til Arya, før deres afsked med hinanden: "Hold dem væk, med den spidse ende."
Denne episode tiltrak 3,6 millioner seere på visningsaftenen. Det blev godt modtaget af kritikerne, der roste Martins filmatisering af sit eget arbejde, samt skuespillernes præstationer. Det var dedikeret til Ralph Vicinanza, en udøvende producent, der døde af naturlige årsager. Episoden fik en Emmy Award nominering for Outstanding Costumes for a Series, men tabte til The Borgias.

## Plot
Ligesom tidligere episoder, forløber "The Pointy End"z handling på flere forskellige steder i og omkring de syv kongedømmer i Westeros.

### Ud af Vale og ind i Riverlands
Da Tyrion (Peter Dinklage), og Bronn (Jerome Flynn) vandrede mod Tywin Lannisters lejr, er de omgivet af en af de barbariske bjergstammer i Vale. Tyrion overbeviser dem til at tjene som hans ledsagere ved at love dem guld og våben samt en hær til at hjælpe dem med at angribe Vale of Arryn. Tywin er misfornøjet, men er enig i at holde Tyrions løfter, hvis bjergstammerne slutter sig til kampen mod Starksene.

### I Vale
Catelyn (Michelle Fairley) konfronterer hendes søster Lysa (Kate Dickie) omkring breve Catelyn modtager vedrørende begivenheder på Kings Landing. Lysa nægter at sende tropper for at hjælpe Starks mod Lannisterne, fordi hun kun bekymrer sig for sikkerheden for hendes søn Robin (Lino Facioli). En væmmet Catelyn forlader Eyrie.

### I nord
Efter at have modtaget sin søsters brev (se nedenfor), beslutter Robb (Richard Madden), at Cersei er ved at manipulere Sansa. Han kalder sin families hær til krig mod Lannisterne, meget til Theon Greyjoys (Alfie Allen) fornøjelse. Efter at have fået respekt for Stark af Lord "Greatjon" Umber  (Clive Mantle), og forlader de Bran ansvarlig for Winterfell, marcher Robb og hans hær Syd og senere følgeskab af sin mor Catelyn. Under en krigsråd, hvor Robb funderer, om han skal angribe Tywin eller Jaimes styrker, fange hans mænd en Lannister spejder. Robb beslutter sig for at lade ham gå med en besked til Tywin, om at Norden kommer efter ham.

### På Muren
Jon Snow (Kit Harington), Samwell Tarly (John Bradley), og deres hold vender tilbage til Muren efter at finde to frosne lig. Lord Commander Mormont (James Cosmo) genkender dem, som Benjen Starks medrangers og ordrer deres kroppe undersøgt. Sam påpeger, at der ikke er nogen tegn på forfald på deres lig, selvom de har åbenbart været død i ugevis. Senere informerer Mormont Jon om begivenheder i syd og advarer ham om at holde hans engagement i Nattens Vogtere. Jon mister besindelsen efter Ser Alliser Thorne (Owen Teale) håner Eddard Starks forræderi. Rasende er Jon afgifter på Thorne med en kniv, men holdt tilbage af sine kammerater og begrænses til hans kvartaler af Mormont.
Senere samme aften, opfører Jons kæmpeulv Ghost sig mærkeligt, hvilket fik Jon til at undersøge Mormonts kvarter. Da Jon kommer ind, bliver han angrebet af en af de døde rangers, og vender tilbage til livet som en vogter. Den udøde monster er immun over for Jons sværd, fortsætter med at angribe, selv efter at være hugget igennem og miste en arm. Da Mormont kommer ind, kaster Jon en lanterne på den døde, og endelig at ødelægge det. Den næste morgen, brænder Mormont og Nattens Vogtere de to kroppe, og Sam fortæller dem, at han har læst, at lig rørt ved Hvide Vandrere bliver genoplivet og kan kun blive dræbt af ild.

### På tværs af Det smalle Hav
Khal Drogos (Jason Momoa) horde invaderer en landsby for at samle midler til de skibe, de har brug for at invadere de syv kongeriger. Daenerys Targaryen (Emilia Clarke) er bestyrtet over deres brutalitet. Efter at have set Dothraki riddere samle flere af landsbyens kvinder til voldtægt og slaveri, ordrer hun Ser Jorah Mormont (Iain Glen) og hendes bodyguards til at gøre krav på de kvinder som hendes. Udfordret foran Drogo, forsvarer hun sine handlinger med hendes rettigheder som Khaleesi og kræver, at de riddere gifter sig i stedet for slavebinde de kvinder, de ønsker. Imponeret, sider Drogo med sin kone. Mago, den førende raider, udfordrer Khal til duel, hvor han hurtigt bliver dræbt af Drogo. Daenerys bekymrer sig om et sår som Drogo modtog i kampen, og Khal tillader modvilligt en af de skånet landsbyboere, en healer ved navn Mirri Maz Duur (Mia Soteriou), til at behandle hans sår meget til afsky for Dothraki, som spydigt kalde kvinden "maegi", en heks.

### På Kings Landing
Efter Ned Stark (Sean Bean) er fængslet efter hans mislykkede forsøg på at arrestere Joffrey (Jack Gleeson), og Cersei Lannister (Lena Headey), bevæger Lannisterne sig mod resten af Starks husstand. Mens Ned ældste datter Sansa (Sophie Turner) tilbageholdes, er Arya (Maisie Williams) i stand til at undslippe. Da Arya er ude at lede efter sin sværd, forsøger en dreng at tilbageholde hende, men hun stikker ham dødeligt inden han flygtede fra slottet.
Cersei overbeviser Sansa om, at for at redde sin fars liv, skal hun skrive et brev til sin bror Robb, hvor hun bønfalder ham om at komme til Kings Landing og sværger troskab til Joffrey. Senere holder Joffrey og Cersei hof, hvor de belønner Janos Slynt, kaptajn af Byens Vogere, med en herredømme, mens Tywin Lannister (Charles Dance) er den nye Kongens Hånd. Joffrey belønner Ser Barristan Selmy (Ian McElhinney) som Lord Kommandør af Kongegarden og giver sin post til Jaime Lannister. Selmy tilbydes et slot og jord i anerkendelse af hans tjeneste, men en rasende Selmy, tager tilbuddet som en fornærmelse, kaster sit sværd på Joffreys fødder og storme ud i afsky. Sansa benytter lejligheden til offentligt en bønfaldelse for sin fars liv, og Joffrey accepterer at vise barmhjertighed, hvis Ned vil tilstå forræderi og acceptere ham som den retmæssige konge.

## Produktion

### Skrivning
Episoden blev skrevet af George R. R. Martin , forfatteren til bogen A Game of Thrones, som serien er baseret på. Martin har stor erfaring i tv manuskripter, men det havde været et årti siden han havde produceret et teleplay. Han sagde, at han fandt det, at skrive denne episode, meget let på grund af sin fortrolighed med karaktererne og historien, og at den sværeste del var "at vænne sig til den nye manuskriptforfatter software, [han] skulle bruge."
Martin leverede det første udkast til manuskriptet til seriens udøvende producenter David Benioff og D. B. Weiss den 1. maj 2010, der indrømmede, at det nok var "for lang og alt for dyrt." I virkeligheden, en scene, Martin skrev - Robb Stark kalde sin fars nordlige vasal med en montage af otte forskellige slotte, der modtager stævningen og rider ud - blev anset umulig at filme. 
Kapitlerne i bogen der er dækket i episoden er Tyrion VI, Arya IV, Sansa IV, Jon VII, Bran VI Catelyn VIII, Tyrion VII, Sansa V, Eddard XV og Daenerys VII (42, 50 til 53, 55 til 58 og 61). Blandt de nye scener skabt til showet er Robbs beslutning om at kalde vasaller sammen, konfrontationen på Eyrie mellem Catelyn og hendes søster Lysa, og scenen med den optagne Lannister-spion. Andre ændringer fra romanen omfatter om Aryas drab af stalddrengen mere af en ulykke end et mord (hvis man drevet af frygt), udeladelsen af det meste af Starks vasaller (Rickard Karstark, Roose Bolton, de Manderlys og Glovers der ikke indføres) og Drogo modtager et sår da kæmper men en af hans mænd, der ikke kan fordrage Daenerys' magt over ham.
De første scener, som skildrer Tyrion faldende med Bronn fra bjergene i Månen, er ikke blev skrevet af Martin. Da de oprindeligt var beregnet til at være en del af episode syv, blev de skrevet af denne episode forfattere, David Benioff og D. B. Weiss. Som det ofte sker i tv-produktion, blev scenen flyttet fra den ene episode til en anden under redigeringen.

### Casting
"The Pointy End" omfatter den første forekomst af to væsentlige tilbagevendende figurer i bog-serien: Clive Mantle som Lord Jon Umbra, kendt som Greatjon på grund af hans størrelse, og Ian Gelder som Lord Tywins bror og højre hånd Ser Kevan Lannister.

### Filmsteder
Interiørscener blev filmet på The Paint Hall Studio i Belfast, herunder alle de scener, der er fastsat i Den Røde Kro og Winterfell. Det ydre af Stark og Lannisters krigslejre blev skudt on location på Castle Ward ejendom, nær landsbyen af Strangford. Audley Castle blev brugt som de ødelagte rester af en af Moat Cailin tårne, da Catelyn og Rodrik tilslutter sig Robb hær.
Scenerne ved Lambe Mændens landsby, der er fyret af Dothraki, blev filmet i slutningen af oktober 2010 i Malta, ved byen Manikata. For det ydre kulisser af Red Keep hvor Arya genvinder hendes sværd Needle, blev San Anton Palace brugt.

### Dedikation
Episoden var dedikeret til mindet om Ralph Vicinanza. Han havde været en af de co-executive producers der var knyttet til Game of Thrones, og døde i sin søvn fra en cerebral aneurisme den 25. september 2010. Vicinanza var den litterære agent, som håndterede George R. R. Martins fremmedsprogsrettigheder, samt (med Vince Gerardis) en af medstifterne af administrationsselskabet Created By, med det formål at udvikle spillefilm og tv-shows er baseret på værker af Ralphs kunder. Han var medvirkende til at bringe Martin arbejde på skærmen, at anbefale bøger til David Benioff og D. B. Weiss og leder forhandlingerne med HBO. Han døde få dage efter HBO gav grønt lys til serien.

## Modtagelse

### Ratings
Episoden blev set af 2,7 millioner seere ved første visning, en sæson rekord, og yderligere 900.000 ved genudsendelse. Derfor opnåede en samlet publikum på 3,6 mio for aftenen. 

### Kritisk respons
"The Pointy End" blev godt modtaget af kritikerne. Blandt de mest entusiastiske var Maureen Ryan fra AOL TV , der kaldte det for "den bedste episode endnu," og skrev, at hun var "meget imponeret over, hvor mange bevægelige dele blev indsat gnidningsløst og hvordan timen blot flød." 